# 安定性理論
数学の分野における安定性理論（あんていせいりろん、英: stability theory）とは、初期条件にわずかな摂動が与えられた際の微分方程式の解の安定性や力学系の軌道の安定性に関する理論である。例えば、熱方程式は、最大値原理によって、初期データのわずかな摂動によるのちの温度変化がわずかであるという意味で、安定な偏微分方程式（stable partial differential equation）である。より一般的に、仮定にわずかな変化が加えられたときに、結論に現れる変化がわずかであるような定理は安定（stable）であると言われる。ここで、定理が安定であると主張する際には、その摂動の大きさを測るために用いる計量（metric）を特定しなければならない。偏微分方程式論においては、関数の間の距離を測るためにLpノルムや上限ノルムを用いることもあるであろうし、微分幾何学においては、空間の間の距離を測るためにグロモフ・ハウスドルフ距離を用いることもあるであろう。
力学系において、任意の点からの前方軌道（forward orbit）が、十分小さい近傍に含まれているか、（より大きい場合もあるが）小さな近傍にとどまり続ける場合、その軌道はリャプノフ安定であると言われる。軌道の安定性あるいは不安定性が示されるために、様々な基準が考案されている。好ましい状況においては、問題はよく研究されている行列の固有値問題へと帰着されることもある。より一般的な研究においてはリャプノフ関数が利用される。

## 力学系における概要
微分方程式と力学系についての定性的理論の大部分が、解とその軌道の漸近挙動、すなわち、十分長い時間が経過した後にその系に何が起こるか、について扱っている。最も簡単な類の挙動は、平衡点や不動点、周期軌道などで表される。ある特定の軌道について様々なことが明らかにされているなら、その次の段階として、その初期条件にわずかな変化を加えたときに同様の軌道が導かれるかどうかという問題が生じることは自然である。安定性理論では、次のような問いが提起される：ある与えられた軌道に対して、その近くの軌道はずっと近くにとどまり続けるであろうか？また、より強い性質として、その軌道がその与えられた軌道へと収束するであろうか？前者のような状況では、その与えられた軌道は安定（stable）であると言われ、後者の状況では、漸近安定（asymptotically stable）あるいは吸収的（attracting）であると言われる。安定性とは、わずかな摂動に対して軌道があまりに大きく変化することはない、ということを意味する。また、その反対の状況として、十分近くの軌道がその与えられた軌道から離されるような状況も、同様に興味深いものである。一般的に、ある方向へと初期条件を摂動させた場合には軌道がその与えられた軌道へと漸近的に近付き、また別の方向へと摂動させた場合にはそれから離れる、というような結果が得られることが多い。また、摂動を加えられた軌道がより複雑な挙動を示すような場合（収束することも、完全に離れることもない）も存在し、そのような挙動に対しては安定性理論は十分な情報を提供するものではない。
安定性理論における重要なアイデアの一つに、摂動を加えられたある軌道の定性的な挙動は、その軌道の近くでの系の線型化によって解析することが出来る、というものがある。特に、n-次元位相空間を備えるある滑らかな力学系の各平衡点において、固有値がその点の近くでの解挙動を決定するようなあるn×n行列 A が存在する（ハートマン＝グロブマンの定理）。より正確に言うと、その固有値がすべて負の実数あるいは負の実部を持つ複素数である場合には、その平衡点は安定かつ吸収的な不動点となり、その点の近くの点はその点へと指数関数的な割合で収束する（リャプノフ安定および指数安定を参照）。どの固有値も純虚数（およびゼロ）でないなら、その吸収（attracting）および反発（repelling）を決定付ける方向は、それぞれ負および正の実部を持つ固有値を備える行列 A の固有空間に関係する。より複雑な軌道に対する摂動に関しても、同様の結果が知られている。

## 不動点の安定性
最も簡単な種類の軌道は、不動点（fixed point）あるいは平衡点（equilibrium）と呼ばれるものである。力学系が安定平衡状態にあるなら、わずかな摂動に対して得られる結果は局所的な挙動にとどまる。例えば、振り子の小さな振動などを考えられたい。減衰系においては、安定平衡状態はさらに漸近安定ですらある。一方、丘の頂点に置かれたボールのように、不安定平衡点に対してわずかな摂動を加えることは、元の状態に収束するかも知れないししないかも知れないような大きな振幅を伴う挙動を招く結果となる。線型系に対しては安定性を判別する有用な方法がある。非線型系の安定性は、その線型化に対する安定性を判別することで分かる。

### 写像
f: R → R を、不動点 a を備える連続的微分可能関数とする（すなわち、f(a) = a）。その関数 f を反復することによって得られる以下の力学系について考える:
{\displaystyle x_{n+1}=f(x_{n}),\quad n=0,1,2,\ldots .}
不動点 a は、f の a における微分の絶対値が厳密に 1 より小さいときに安定となり、厳密に 1 より大きいときに不安定となる。これは、点 a の近くで関数 f が傾き f′(a) の線型近似
{\displaystyle f(x)\approx f(a)+f'(a)(x-a)}
を持つことによる。すなわち、この式から
{\displaystyle {\frac {x_{n+1}-a}{x_{n}-a}}={\frac {f(x_{n})-f(a)}{x_{n}-a}}\approx {\frac {f'(a)(x_{n}-a)}{x_{n}-a}}=f'(a)}
が得られるが、これは最右辺の微分が、逐次反復の不動点 a に近付くかあるいは発散する割合を測る指標となっていることを意味する。その微分がちょうど 1 あるいは −1 である場合には、安定性を決定するためにより多くの情報が必要となる。
不動点 a を備える連続的微分可能な写像 f: Rn → Rn に対しても、その a におけるヤコビ行列 J = Ja(f) で表現される同様の指標が存在する。J のすべての固有値が、絶対値が 1 よりも厳密に小さい実あるいは複素数であるなら、a は安定な不動点である。一方、少なくとも一つの固有値の絶対値が 1 よりも厳密に大きいなら、a は不安定である。n=1 の場合と同様に、すべての固有値の絶対値が 1 である場合にはさらなる解析が必要となる。その場合にはヤコビ行列による判定では結論が出ない。滑らかな多様体の微分同相写像に対しても、より一般的な同様の指標が存在する。

### 線型自励系
定数係数の一階線型微分方程式系の不動点の安定性は、対応する行列の固有値によって解析される。自励系
{\displaystyle x'=Ax}
（ただし x(t)∈Rn であり A は実数を成分に持つ n×n 行列）は、定数解
{\displaystyle x(t)=0}
を持つ（すなわち、原点 0∈Rn は対応する力学系の平衡点である）。この解が t → ∞ （すなわち「未来」）に対し漸近安定であるための必要十分条件は、A のすべての固有値 λ の実部に対し Re(λ) < 0 が成り立つことである。同様に、t → −∞ （すなわち、「過去」）に対し漸近安定であるための必要十分条件は、Re(λ) > 0 が A のすべての固有値 λ に対して成り立つことである。Re(λ) > 0 であるような A の固有値 λ が存在するなら、解は t → ∞ に対して不安定である。
線型系に対する原点での安定性を決定するための、上述の結果の実践的な応用には、ラウス＝フルビッツの判定法が利用される。ある行列の固有値は、その固有多項式の根である。実係数の一変数の多項式は、そのすべての根の実部が厳密に負であるとき、フルビッツ多項式と呼ばれる。根の計算を避けるアルゴリズムによるフルビッツ多項式の特徴付けには、ラウス＝フルビッツの定理と呼ばれる定理がある。

### 非線型自励系
非線型系の不動点の漸近安定性は、ハートマン＝グロブマンの定理を用いることでしばしば証明される。
v を、点 p で消失する（すなわち、v(p)=0）、Rn 内の C1-ベクトル場とする。このとき、対応する自励系
{\displaystyle x'=v(x)}
には、定数解 
{\displaystyle x(t)=p}
が存在する。ベクトル場 v の点 p における n×n ヤコビ行列を、J = Jp(v) と表す。J のすべての固有値の実部が厳密に負であるなら、その定数解は漸近安定である。この条件は、ラウス＝フルビッツの判定法を用いることで確かめることが出来る。

## より一般的な力学系に対するリャプノフ関数
力学系のリャプノフ安定性あるいは漸近安定性を証明する一般的な方法は、リャプノフ関数によるものである。